# ماتياس شفيغوفر
ماتياس شفيغوفر (بالألمانية: Matthias Schweighöfer)‏ هو منتج أفلام ورائد أعمال وكاتب سيناريو ومخرج وممثل ألماني (وحمل سابقاً جنسية ألمانيا الشرقية)، ولد في 11 مارس 1981 في ألمانيا. بدأ مشواره المهني سنة 2000، ومن الجوائز التي نالها جائزة رومي ‏.

## أعمال

### أفلام
- (2008) بارون أحمر[14]
- (2008) فالكيري[15][16]
- (2018) كورسك
- (2021) جيش الموتى
- (2021) جيش اللصوص

## جوائز
- جائزة رومي [الإنجليزية]‏

## وصلات خارجية
- ماتياس شفيغوفر على موقع IMDb (الإنجليزية)
- ماتياس شفيغوفر على موقع روتن توميتوز (الإنجليزية)
- ماتياس شفيغوفر على موقع مونزينجر (الألمانية)
- ماتياس شفيغوفر على موقع ألو سيني (الفرنسية)
- ماتياس شفيغوفر على موقع ميوزك برينز (الإنجليزية)
- ماتياس شفيغوفر على موقع أول موفي (الإنجليزية)
- ماتياس شفيغوفر على موقع قاعدة بيانات الأفلام السويدية (السويدية)
- ماتياس شفيغوفر على موقع ديسكوغز (الإنجليزية)
- ماتياس شفيغوفر على موقع قاعدة بيانات الفيلم (الإنجليزية)
- ماتياس شفيغوفر على موقع كينوبويسك (الروسية)